# Vitola
La vitola è un termine tecnico che si riferisce ai sigari, in particolare ai cubani e a tutti i sigari caraibici. Indica il nome dato alle dimensioni di lunghezza e di diametro di un qualsiasi sigaro.

## Vitola de galeraeVitola de salida
Si parla di vitola de galera quando ci si voglia riferire a un qualsiasi sigaro che abbia una determinata lunghezza e un preciso diametro, a prescindere quindi dalla fabbrica o dalla marca commerciale.
La vitola de fábrica (o salida) è invece lo specifico e caratteristico nome che una vitola de galera riceverà nella fabbrica per poter essere individuato e commercializzato senza confusioni.
Per esempio la vitola de galera cd. robusto, 124mm x 50 di cepo (che è un'unità di misura espressa in sessantaquattresimi di pollice), potrà essere marcato per l'appunto "Robusto" (vitola de salida) nella fabbrica Cohiba, oppure "Epicure No. 2" nella fabbrica Hoyo de Monterrey, "Serie D No. 4" nella Partagás o "Royal Coronas" da Bolivar, così come la vitola de galera prominente (194mm x 49 di cepo) sarà chiamato "Double coronas" da Hoyo de Monterrey, "Lusitanias" da Partagás e "Don Alejandro" da Vegas Robaina.
La vitola de galera detta Marevas (129mm x 42 di cepo) - forse quella più diffusa - sarà nella fabbrica Bolivar la vitola de salida "Bolivar Tubos N. 2"; per Cohiba il "Siglo II"; per Montecristo il "N. 4"; per Punch il "Royal Selection n. 12" o il "Petit Coronas del Punch" (il primo a sezione circolare, il secondo invece quasi rettangolare), e così via.

## I diversi tipi di vitolas

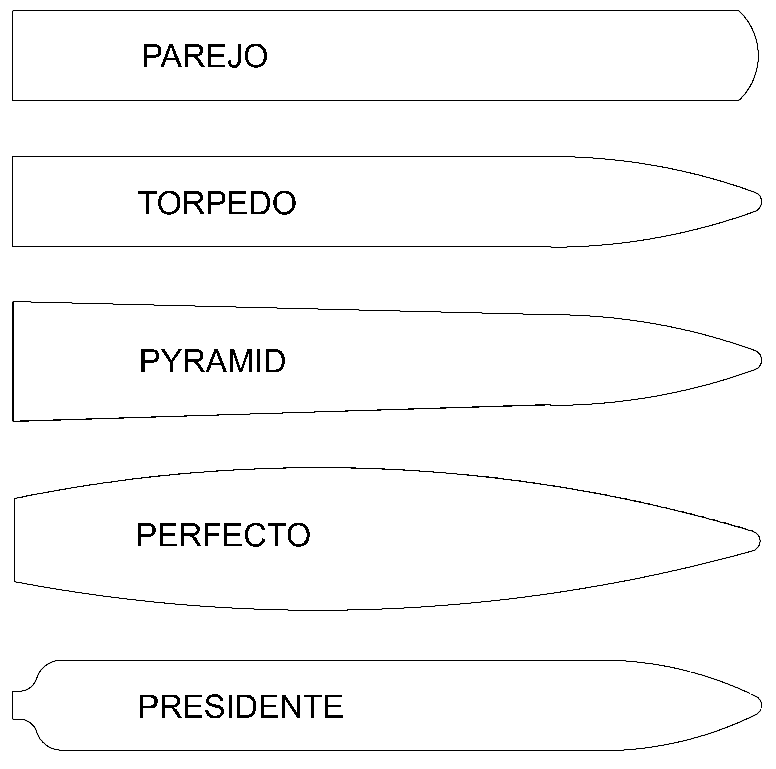
Schema dei principali formati o vitolas

La distinzione fondamentale che si fa tra i sigari cubani e tutti i caraibici in generale è quella tra i parejos ed i figurados.

### I Parejos
Con questo termine si indicano tutti i sigari aventi i due lati lunghi perfettamente simmetrici così come la testa (la parte da cui si tira) ed il piede (la parte che viene accesa), salvo una leggera rastrematura della prima per permettere la chiusura.
Distinguiamo diversi tipi di parejos, in ordine di grueso, ovvero di spessore del diametro. I principali sono, in ordine di grandezza:
- la Gran Corona, che misura 235mm per un diametro di 18,65mm (cepo 47);
- il Prominente, che misura 194mm per un diametro di 19,45mm (cepo 49);
- la Julieta, o Churchill, che misura 178mm per un diametro di 18,65mm (cepo 47);
- la Dalia, che misura 170mm per un diametro di 17,07mm (cepo 43);
- la Corona Gorda che misura 143mm per un diametro 18,26mm (cepo 46);
- la Mareva, che misura 129mm per un diametro di 16,67mm (cepo 42);
- il Robusto, che misura 124mm per un diametro di 19,84mm (cepo 50);
- il Minuto, che misura 110mm per un diametro di 16,67mm (cepo 42);

### I Figurados
Sono invece i sigari in cui la simmetria non è rispettata e in cui la testa e/o il piede sono rastremati. La marca Cuaba, per esempio, è l'unica di tutto il catalogo di sigari avana a produrre solo figurados (più precisamente solo perfectos), mentre le altre tendono a produrre entrambi i formati anche se i parejos sono decisamente più prodotti e più venduti dei figurados.
Tra questi ultimi ricordiamo però due sottogruppi principali. Il primo è composto dai sigari con solo la testa rastremata ed è composto da due vitolas:
- la Piramide, con la testa rastremata, che misura 156mm per un diametro di 20,64mm (cepo 52);
- la Campana, identica alla piramide solo più corta, che misura 140mm per un diametro di 20,64mm (cepo 52);

Il secondo composto da quelli rastremati a entrambe le estremità (cd. perfectos o double figurados) e contiene diverse vitolas tra le quali ricordiamo i due formati probabilmente più famosi:
- Il Diadema, il sigaro cubano più grande di tutti, che misura 233mm per un diametro di 21,52mm (cepo 55);
- il Petit Bouquet, al contrario il perfecto più piccolo, che misura 101mm per un diametro di 17,07mm (cepo 43);